# René Dedič
René Dedič (* 7. srpna 1993, Klokočov) je slovenský fotbalový útočník, který hraje od roku 2022 za FK Třinec.

## Klubová kariéra
Dedič je odchovancem klubu AS Trenčín.

### FK Fotbal Třinec
V zimě 2014 přestoupil do Třince, ve kterém působil 5 let. V jeho první štaci v klubu celkem odehrál 158 soutěžních zápasů a vstřelil 39 branek.

### SFC Opava
1. července 2019 podepsal jako volný hráč smlouvu v klubu SFC Opava. Zde se s 4 góly v sezoně 2019/20 stal nejlepším střelcem Opavy ve Fortuna Lize.

### FK Příbram
V létě 2021 přišel jako volný hráč do Příbrami. I když měl dvouletý kontrakt, byl zde pouze půl sezony, za kterou odehrál 16 soutěžních zápasů.

### FK Třinec
V roce 2022 se vrátil do Třince. V průběhu angažmá hostoval v Plzni, kde nastoupil do 4 zápasů v kvalifikaci Ligy mistrů, a v Liptovském Mikuláši.